# Il pontile di Clausen
Il pontile di Clausen (The Dive From Clausen's Pier) è un film televisivo del 2005 diretto da Harry Winer e tratto dall'omonimo romanzo di Ann Packer.

## Trama
Quando un incidente rende il suo fidanzato un tetraplegico, Carrie affronta crescenti pressioni che alla fine la portano ad iniziare una nuova vita a New York.

## Produzione
All'inizio il film doveva chiamarsi Il tuffo dal pontile di Clausen o Il grande tutto dal pontile di Clausen.

## Distribuzione

### Messa in onda
- 25 luglio 2005 negli Stati Uniti
- 20 marzo 2007 in Italia
- 9 gennaio 2008 in Svezia (Under ytan)
- 6 marzo 2008 in Ungheria
- 9 settembre 2009 in Belgio
- 29 luglio 2010 in Portogallo (Mergulho no Escuro)